# James W. Covert
James Way Covert (* 2. September 1842 in Oyster Bay, New York; † 16. Mai 1910 in Brooklyn, New York) war ein US-amerikanischer Jurist und Politiker. Zwischen 1877 und 1881 sowie zwischen 1889 und 1895 vertrat er den Bundesstaat New York im US-Repräsentantenhaus.

## Werdegang
James Way Covert wurde ungefähr dreieinhalb Jahre vor dem Ausbruch des Mexikanisch-Amerikanischen Krieges in Oyster Bay geboren und wuchs dort auf. Er besuchte öffentliche Schulen und erhielt eine wissenschaftliche Ausbildung in Locust Valley (New York). Danach studierte er Jura. Seine Zulassung als Anwalt erhielt er im zweiten Jahr des Bürgerkrieges und begann dann in Flushing zu praktizieren. Er war als stellvertretender Staatsanwalt (assistant prosecuting attorney) in Queens tätig. Nach dem Krieg war er zwischen 1867 und 1870 Schulamtsbezirkskommissar. Danach war er zwischen 1870 und 1874 als Vormundschafts- und Nachlassrichter (surrogate) in Queens tätig.
Politisch gehörte er der Demokratischen Partei an. Er kandidierte im Jahr 1872 erfolglos um einen Kongresssitz im US-Repräsentantenhaus in Washington, D.C. Bei den Kongresswahlen des Jahres 1876 wurde er im ersten Wahlbezirk von New York in das US-Repräsentantenhaus gewählt, wo er am 4. März 1877 die Nachfolge von Henry B. Metcalfe antrat. Nach einer erfolgreichen Wiederwahl im Jahr 1878 verzichtete er im Jahr 1880 auf eine erneute Kandidatur und schied nach dem 3. März 1881 aus dem Kongress aus. Während seiner Zeit als Kongressabgeordneter hatte er den Vorsitz über das Committee on Agriculture (46. Kongress). Danach saß er in den Jahren 1882 und 1883 im Senat von New York. Bei den Kongresswahlen des Jahres 1888 wurde er erneut im ersten Wahlbezirk von New York in das US-Repräsentantenhaus gewählt, wo er am 4. März 1889 die Nachfolge von Perry Belmont antrat. Er wurde zwei Mal in Folge wiedergewählt. Dann verzichtete er im Jahr 1894 auf eine erneute Kandidatur und schied nach dem 3. März 1895 aus dem Kongress aus. Während dieser Zeit hatte er den Vorsitz über das Committee on Patents (53. Kongress). Im folgenden Jahr zog er nach Brooklyn, wo er wieder als Anwalt tätig war. Er verstarb dort am 16. Mai 1910 und wurde dann auf dem Mount Olivet Cemetery in Maspeth beigesetzt.